# 西班牙三紳士
《西班牙三紳士》（英語：The Three Caballeros），是迪士尼第7部经典动画长片，1945年2月3日在美推出，該片曾獲得奧斯卡最佳音樂片配樂提名與奧斯卡最佳錄音提名。
香港也早已於1949年3月17日上映本片。上海首映時的翻譯為「幻遊南海」，目前在中国大陆没有任何影音产品发行。

## 簡介
『西班牙三紳士』是繼1943年的動畫紀錄片致候吾友之後，迪士尼另一部介紹中南美洲的動畫片，片中分為三個段落，分別是「怕冷的企鵝」（The Cold-Blooded Penguin）、「高卓小飛驢」（The Flying Gauchito）及「巴西與墨西哥巡禮」（Baía and La Pinata）。

### 劇情
唐老鴨在生日時，收到了一份由拉丁美洲的友人寄來的神秘禮物，禮物中一共有三個包裹。第一個包裹是一個電影播放器，透過影片，唐老鴨與觀眾欣賞了兩個拉丁民族流傳已久的故事「怕冷的企鵝」與「高卓小飛驢」。而後兩個禮物中則跳出了兩個神奇的角色，巴西鸚鵡喬奧·卡里奧卡（José Carioca）還有來自墨西哥的公雞班基德（Panchito），他倆帶領唐老鴨一同遊遍巴西巴伊亞、墨西哥等地，透過唐老鴨的視角，觀眾一起享受了一趟拉丁美洲風情之旅。片中許多場景是在拉丁美洲當地實景拍攝，並由真人和動畫同時演出。
片名『西班牙三紳士』指的就是唐老鴨、喬奧·卡里奧卡（José Carioca）與班基德（Panchito）這三位主要角色。

## 歌曲
1. The Three Caballeros
2. Baía
3. Have You been to Baía?
4. Os Quindins De Yayá
5. Pregoes Carioca
6. México
7. Lilongo
8. You Belong to My Heart
9. Pandeiro & Flute

## 外部連結
- 【迪士尼第7 部經典動畫】三騎士 - 迪士尼動畫王國 （页面存档备份，存于）
- 美国电影学会目录上的《The Three Caballeros》（英文）
- AllMovie上《西班牙三紳士》的资料（英文）
- 大卡通資料庫上《西班牙三紳士》的資料（英文）

- 豆瓣电影上《西班牙三紳士》的資料 （简体中文）
- 互联网电影数据库（IMDb）上《西班牙三紳士》的资料（英文）
- 爛番茄上《西班牙三紳士》的資料（英文）